# Anillo Verde de Zaragoza
El Anillo Verde de Zaragoza es un itinerario natural de unos 60 km de longitud que conecta diversos espacios naturales, parques y paseos urbanos de la ciudad de Zaragoza (España). Se divide en dos subanillos que conforman un ocho separado por el río Ebro:
- el Anillo Verde Norte, que tiene gran parte del trayecto junto a los ríos Ebro y Gállego.[1]
- el Anillo Verde Sur, cuyo recorrido discurre en buena parte por el corredor que está a lo largo del Canal Imperial de Aragón y también junto al Ebro.[2]

## Recorrido

### Anillo Verde Norte
El Anillo Verde Norte de Zaragoza recorre principalmente la margen izquierda del Río Ebro y el curso bajo del Río Gállego, conectando espacios naturales, áreas urbanas y periurbanas. Este tramo tiene una longitud aproximada de 29 a 30 kilómetros y forma, junto con el sector sur, la figura de un “8” que circunvala la ciudad.
El recorrido parte del entorno del Parque del Agua Luis Buñuel, en la zona de Ranillas, y se dirige aguas arriba siguiendo el cauce del Ebro por la margen izquierda, pasando por el Meandro de Ranillas, el barrio de Actur y las inmediaciones del Puente de Piedra (Zaragoza). Continúa hacia el este hasta enlazar con el río Gállego a través de pasarelas como la de Santa Isabel (Zaragoza), bordeando su ribera hasta las cercanías de Montañana.
El itinerario combina tramos de carril bici, sendas peatonales y caminos agrícolas, y atraviesa zonas de alto valor ambiental como las riberas arboladas del Gállego y humedales temporales. Desde Montañana, el recorrido retorna hacia el oeste siguiendo el Ebro en dirección al barrio de Juslibol, pasando por el Galacho de Juslibol, uno de los principales espacios naturales de la ciudad.
El sector norte está concebido tanto para el ocio como para la movilidad sostenible, y cuenta con áreas de descanso, paneles interpretativos, miradores y conexiones con otros itinerarios ciclistas y senderistas de la red metropolitana. A pesar de su continuidad general, existen aún tramos en fase de mejora para completar la urbanización de caminos y reforzar la cobertura vegetal.

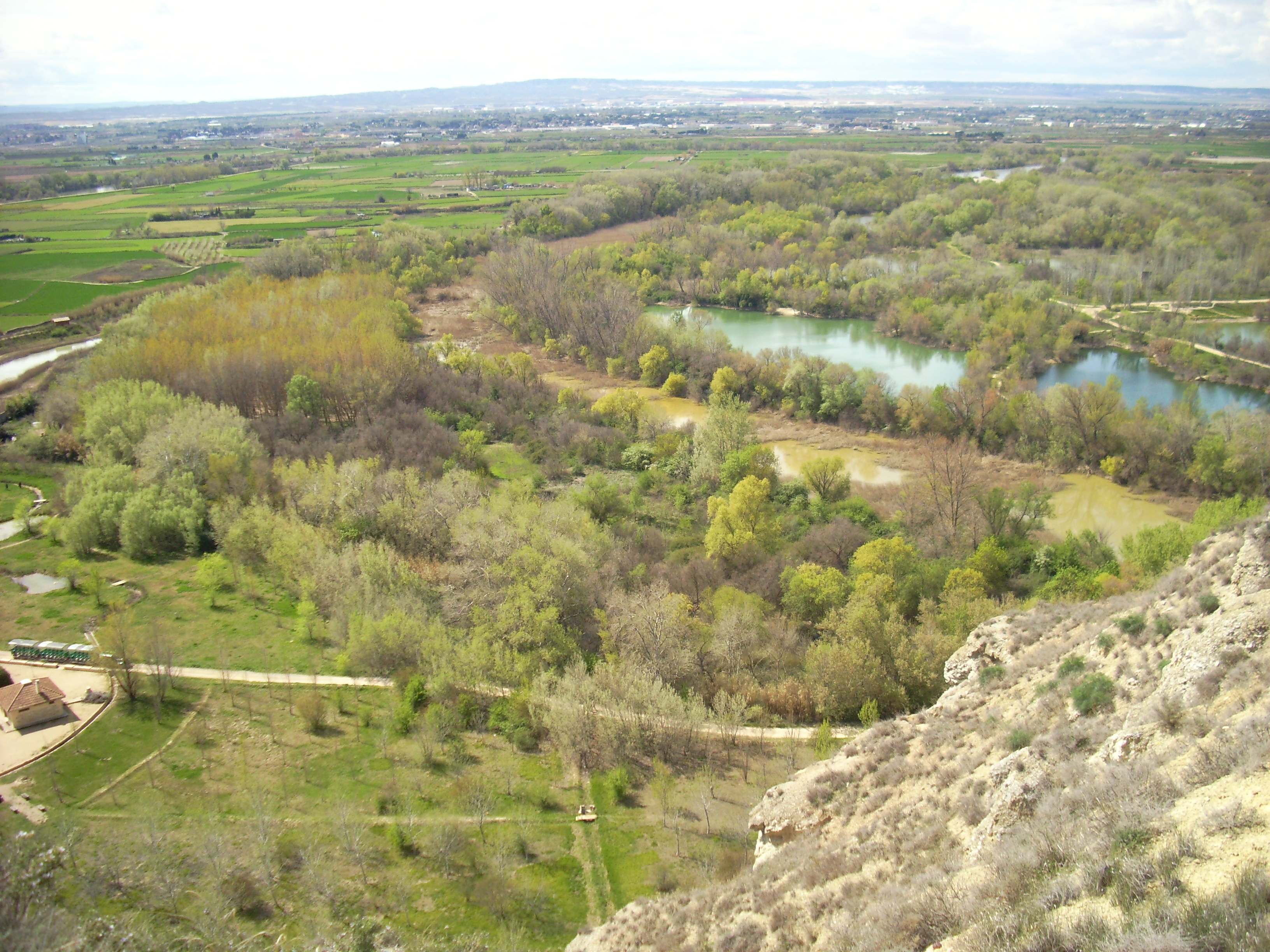
Galacho de Juslibol
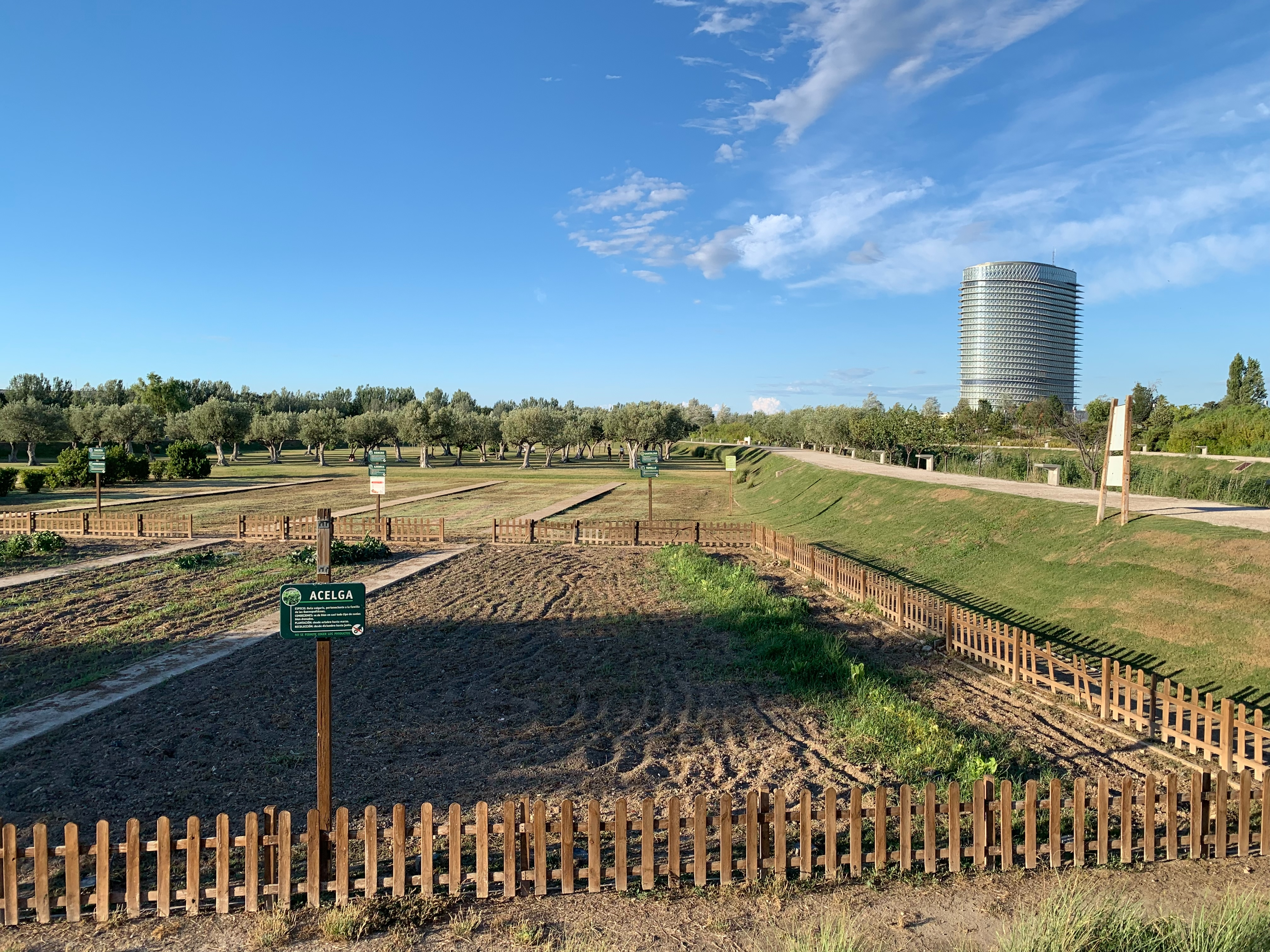
Parque del Agua Luis Buñuel
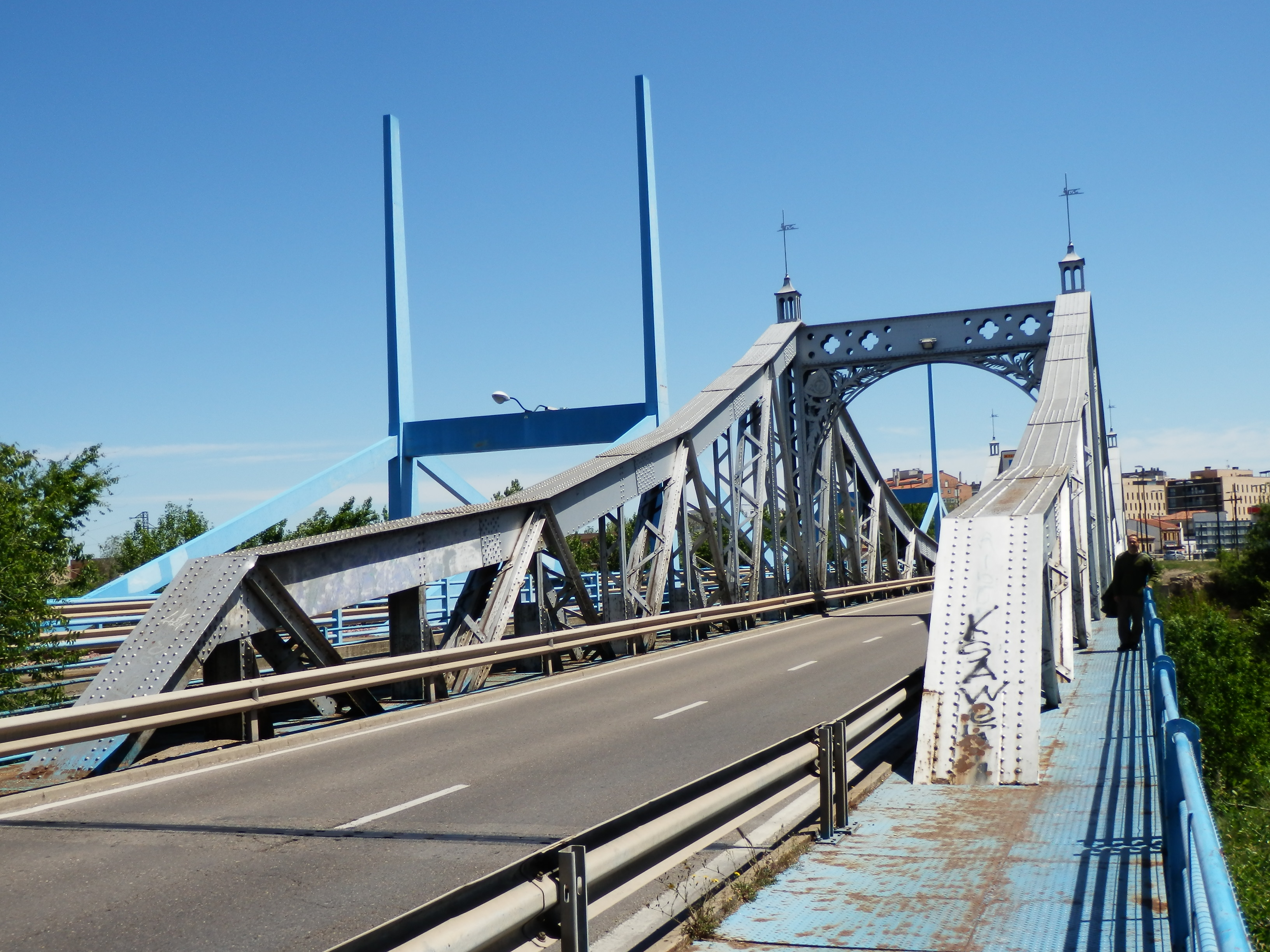
Puente del Gállego en Santa Isabel

### Anillo Verde Sur
El Anillo Verde Sur fue planteado dentro de las actuaciones de regeneración de las riberas y el Canal Imperial realizadas con motivo de la Expo 2008 y con la recuperación del antiguo trazado sur del ferrocarril. 
Sigue la margen derecha del Ebro, dando continuidad desde la zona verde al norte de la Almozara a través del paseo de Echegaray y Caballero hasta la zona de parques de la desembocadura del río Huerva y el parque Bruil. Un poco después comienzan los caminos de salida de la ciudad en la zona de huertas del este de la ciudad. Desde ahí, hay continuidad mediante un camino natural usado por senderistas y ciclistas hasta alcanzar el Galacho de la Alfranca por los caminos de la ribera. Es posible cruzar sobre el río Ebro para alcanzar Movera y Pastriz mediante la Pasarela del Bicentenario.
Al oeste, el antiguo trazado del ferrocarril ha sido abierto al tráfico peatonal como parte del anillo y articula mediante el Corredor Verde Oliver-Valdefierro los barrios orientales de Miralbueno, Oliver y Valdefierro. En este último barrio conecta con el Canal Imperial de Aragón a la altura del Centro Deportivo Municipal de Valdefierro. En las cercanías se encuentra el camping municipal de Zaragoza.
El canal cierra el anillo por el sur, pasando por marcas históricas como el Ojo del canal o el parque de los incrédulos y sus esclusas. En el tramo central de este recorrido, el canal conecta con el parque Grande y los Pinares de Venecia, el pulmón verde de la ciudad desde las reformas higiénicas de principios del siglo XX. En esa zona verde existen diferentes puntos de interés, como el cementerio de Zaragoza o el parque de atracciones de Zaragoza.
Es posible continuar por la ruta del canal hacia el este, con dirección a los pinares de Valdegurriana (sitio histórico de actividades al aire libre y lugar de otro conjunto de esclusas) y el barrio rural de La Cartuja Baja. También se puede cerrar la ruta por el oeste usando la Z-30 desde en la zona los pinares. Mientras el canal cruza los barrancos mediante dos acueductos, la vía pasa por debajo en su transcurso hasta los parques de Miraflores, Torreramona y la antigua granja agrícola. Desde ahí, la Z-30 termina enlazando con el Ebro y cierra el recorrido.

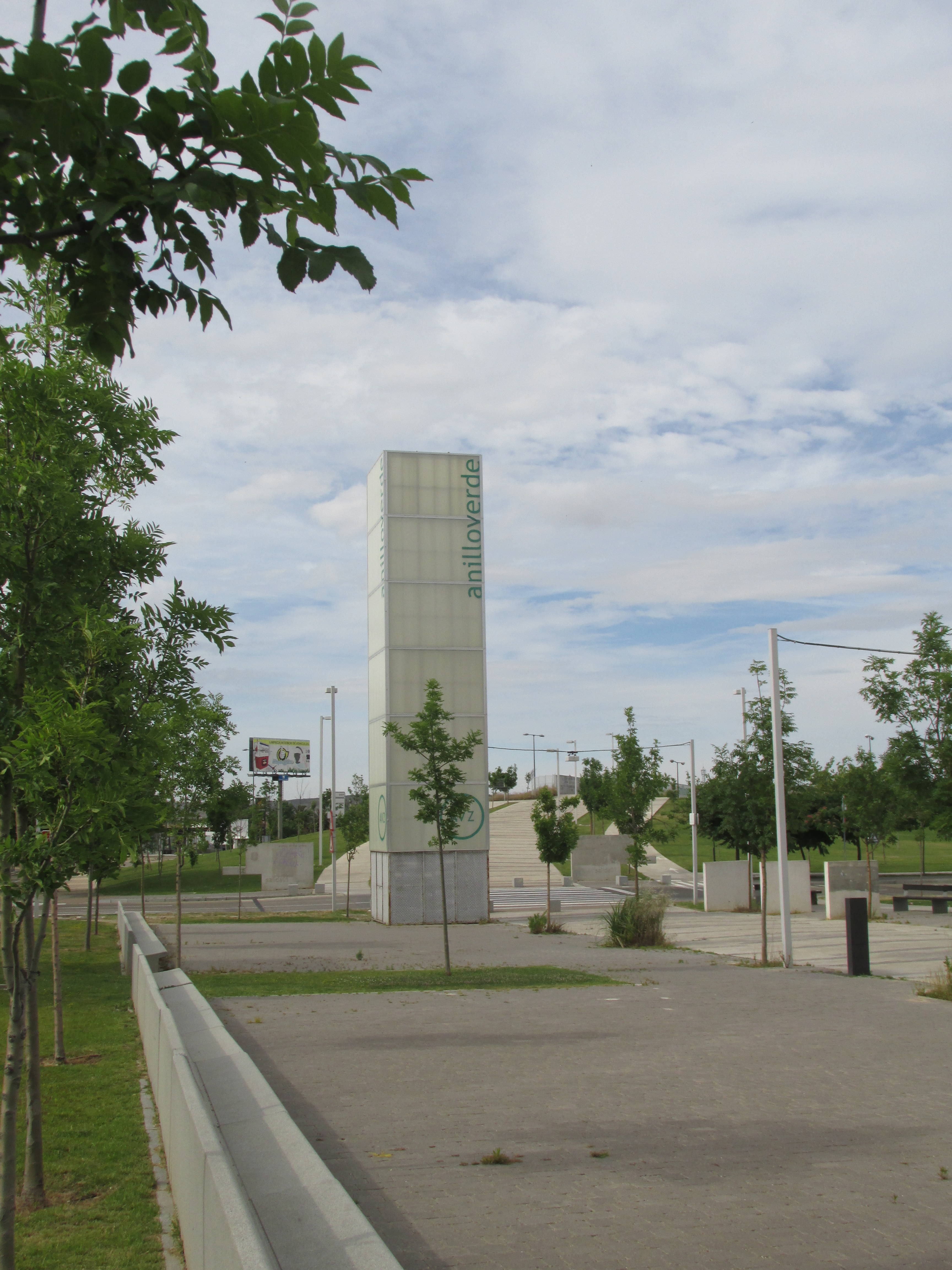
Corredor Verde Oliver-Valdefierro (sector Oeste)
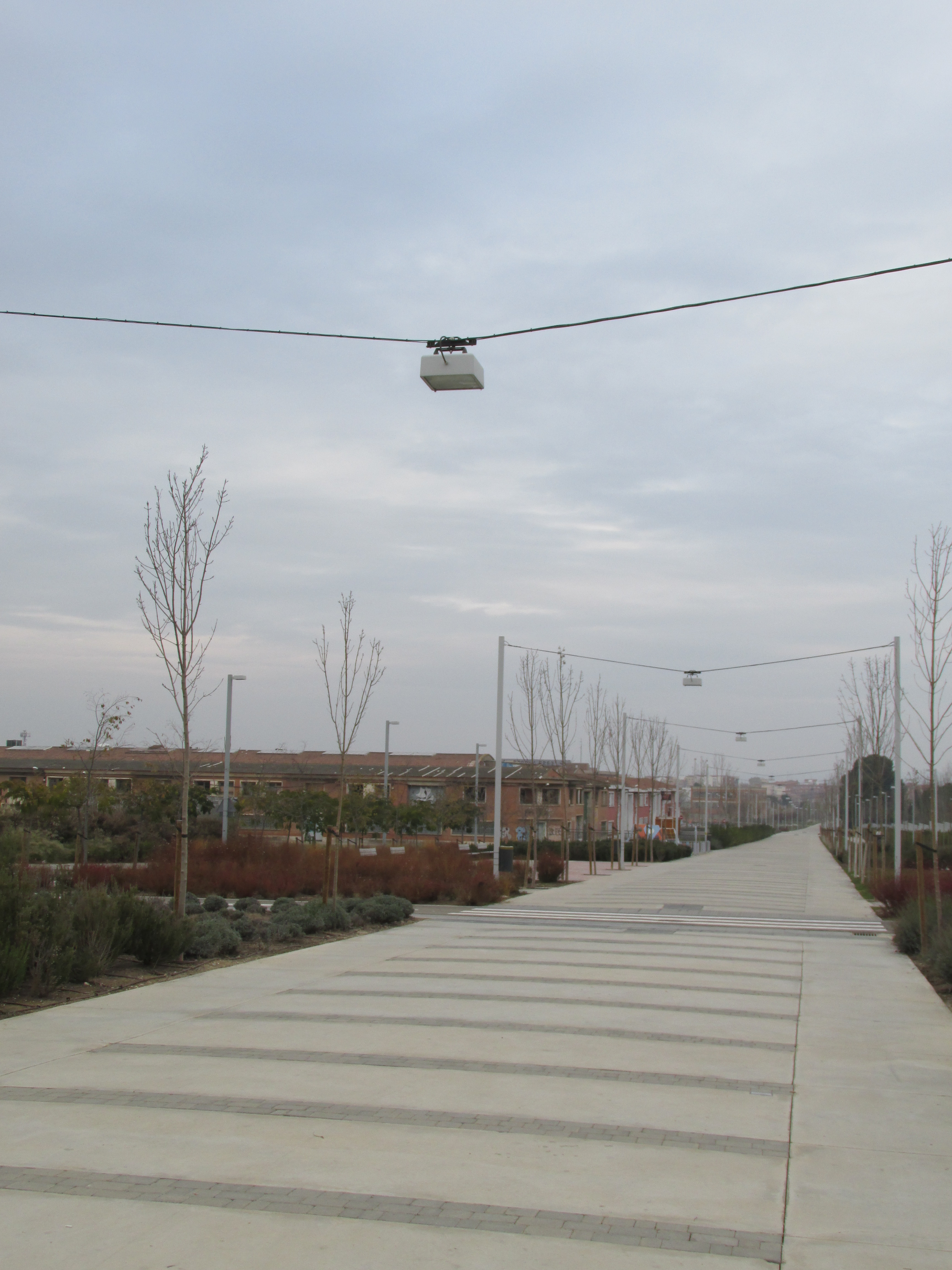
Corredor Verde Oliver-Valdefierro (sector Oeste)
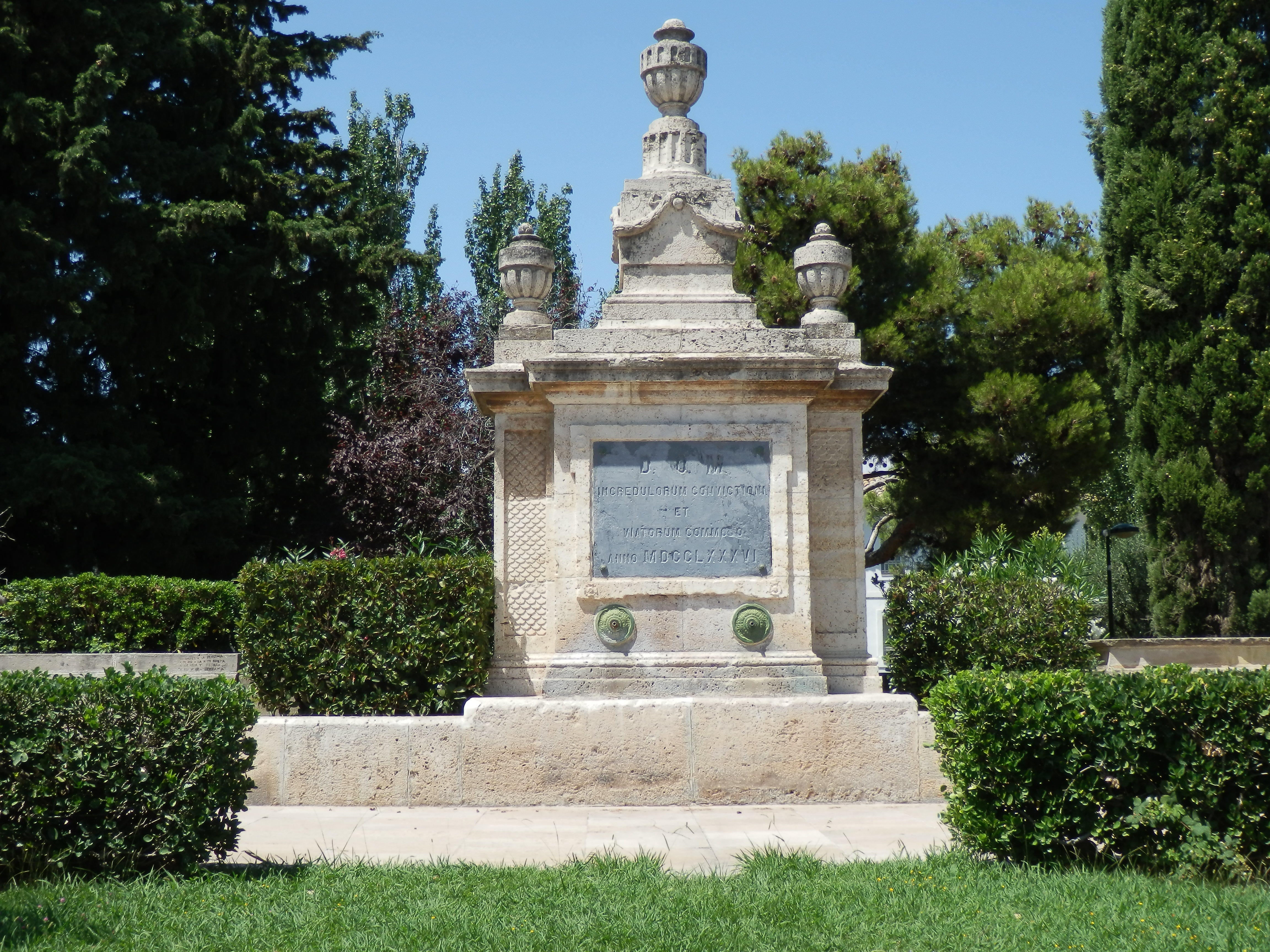
Parque de los Incrédulos (Casablanca, sector Sur)
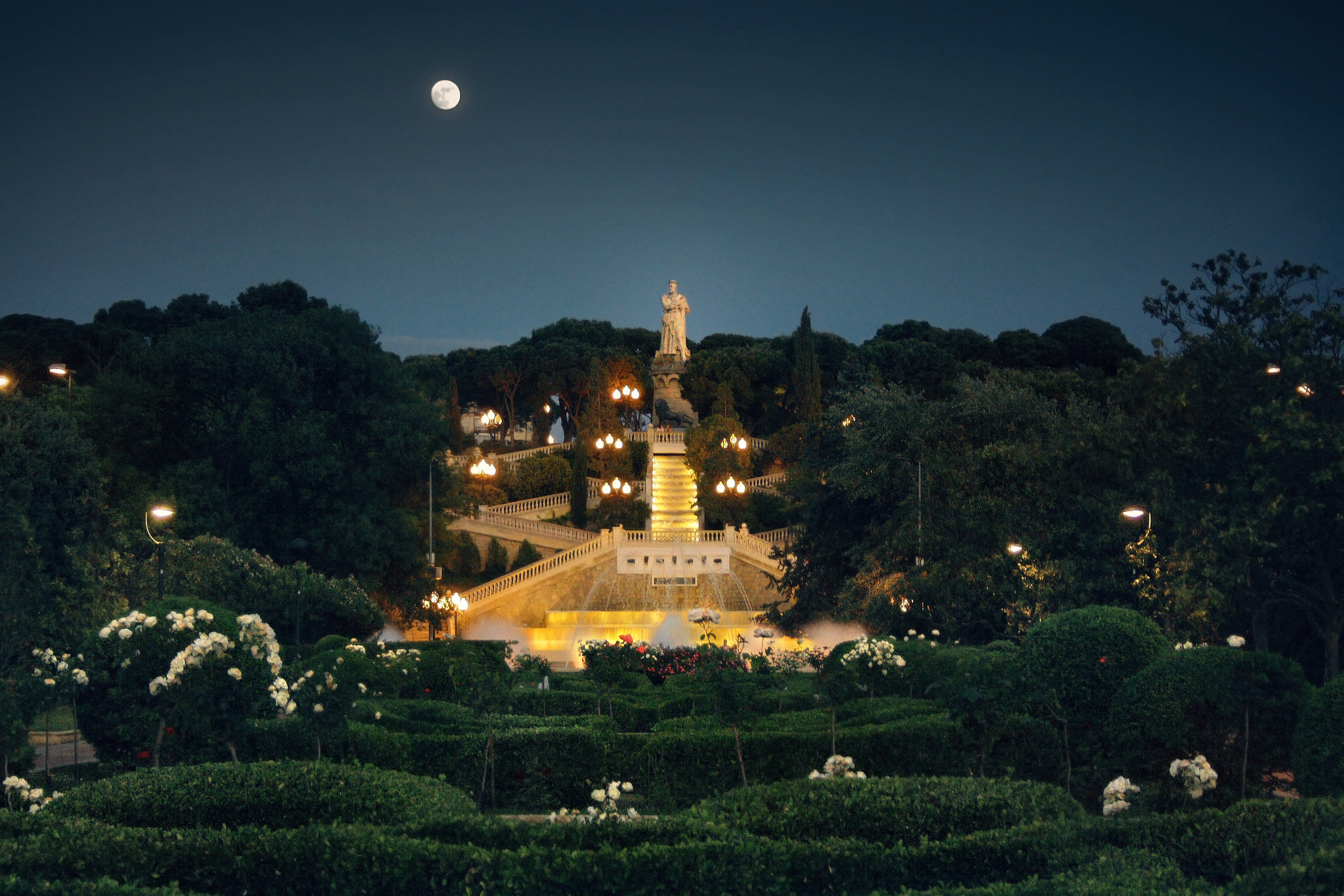
Parque Grande (sector Sur)
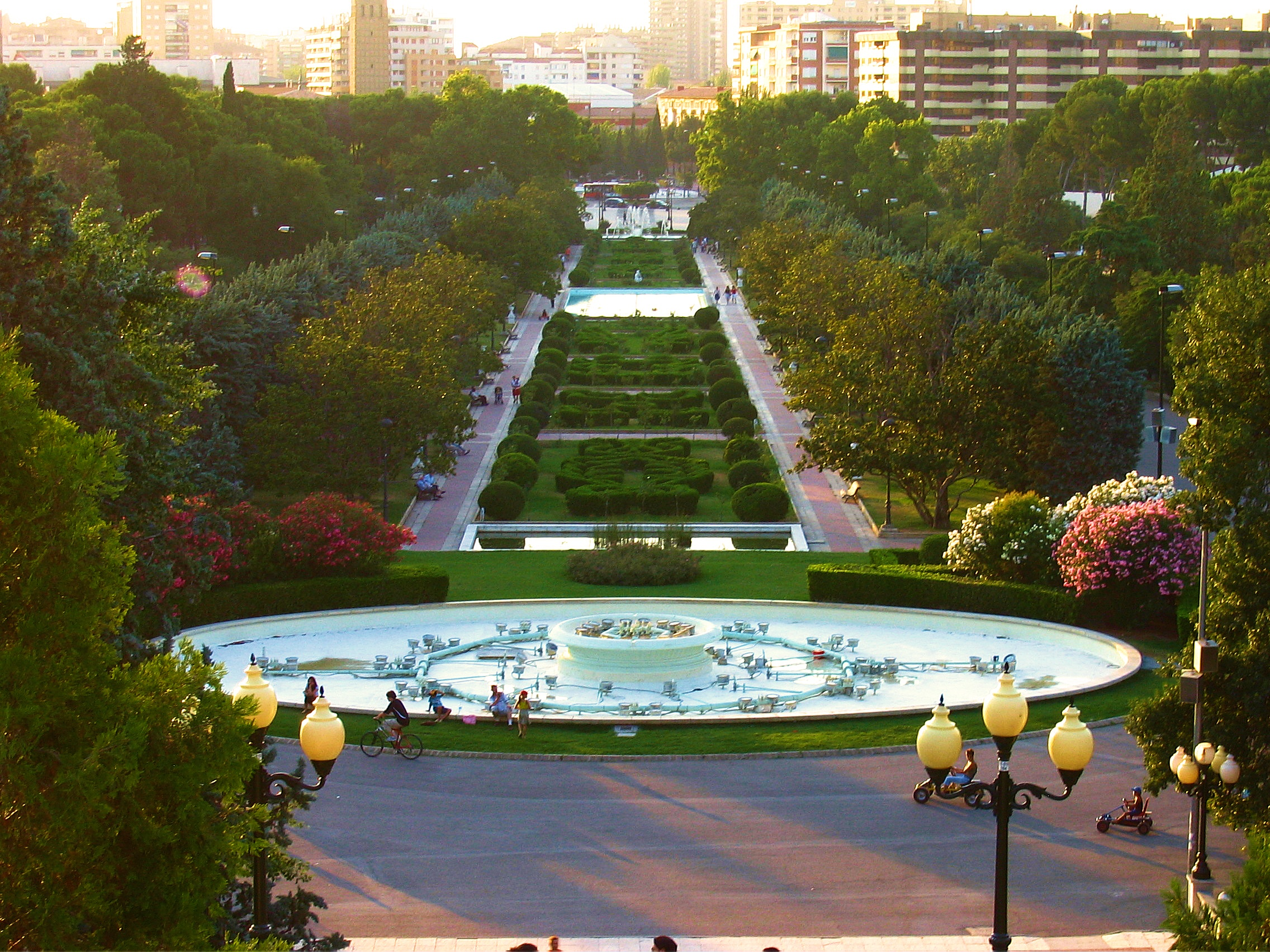
Parque Grande (sector Sur)
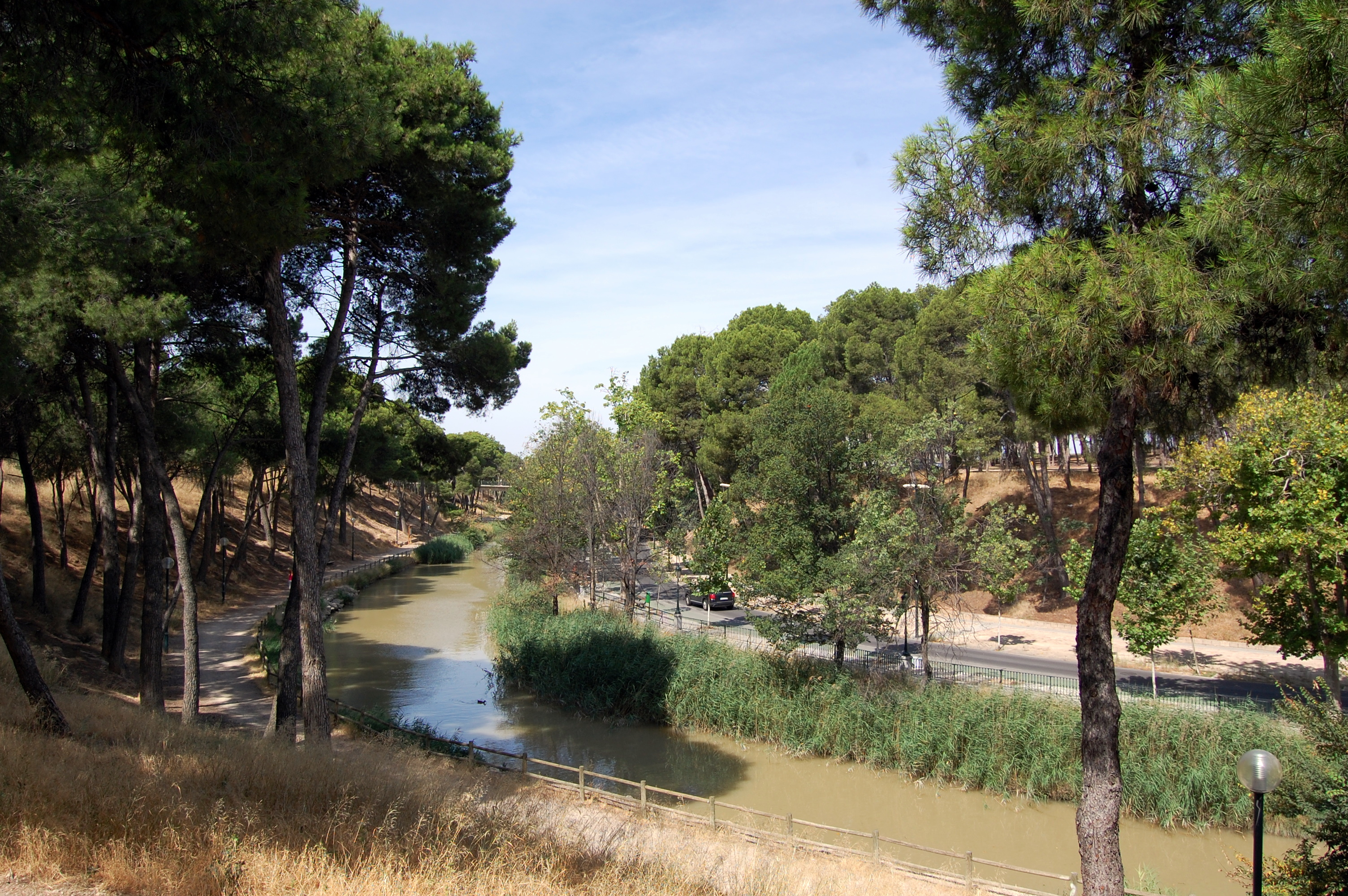
Pinares de Venecia (sector Sur)